# Yohji Yamamoto
Pour les articles homonymes, voir Yamamoto.
Yohji Yamamoto (山本 耀司, Yamamoto Yōji), né le 3 octobre 1943 à Tokyo est un styliste japonais. Il fonde sa marque en 1972 mais débute réellement à Paris en 1981, puis y présente sa première collection de haute couture en 2002. Durant sa carrière, il remet en question l'usage des formes, surtout géométriques, et les couleurs du vêtement, imposant le noir.

## Biographie
Il nait à Tokyo d'une mère couturière ; son père est mort durant la Seconde Guerre mondiale. Il obtient un diplôme en droit de Keiō University en 1966. Après avoir poursuivi ses études de droit, Yohji Yamamoto est l'un des très rare garçon à se rendre au Bunka Fashion College (en) à Tokyo, où il obtient un diplôme de fin d'études ; il y est récompensé de deux prix dont l'un lui fait gagner un voyage à Paris. Dans la capitale, il tente de vendre, sans succès, ses dessins, puis rentre au Japon. Sa mère est couturière à Shinjuku et il l'aide. Il crée sa marque, Y's, en 1972, et sculpte sa réputation autour de sa rigueur. Quelques années plus tard, il présente ses créations lors de la fashion-week de Tokyo.
Il réalise son premier défilé à Paris en 1981 en offrant un show extraordinaire dans la Cour Carrée du Louvre à Paris mettant ainsi sa carrière sur rails. L'effet sur la mode est énorme. « Les amis japonais nous avaient prédit les pires difficultés. Ils pensaient que nos couleurs tristes allaient être rejetées par un public français habitué aux couleurs gaies et au chatoiement. Notre souci de simplification dans le vêtement avec Rei Kawakubo était une provocation presque adolescente, je ne pensais pas qu'elle produirait autant d'effet ni qu'elle pourrait faire école » dit-il plus tard. Il connait une grande notoriété de manière quasi instantanée avec ses créations surdimensionnées ou son usage des couleurs sombres. Au cours de sa carrière, le noir, qu'il appelle un « noir enveloppant », reste présent dans pratiquement toutes ses collections. Cette année là, il ouvre une boutique au forum des Halles.
En 1989 sort le documentaire Carnets de notes sur vêtements et villes de Wim Wenders sur Yamamoto.
Sa mode, qu'il reconnait inaccessible, « a pour but de délivrer les femmes des contraintes traditionnelles ». Il est parfois perçu plus comme un artiste que comme un créateur de mode, ce qu'il réfute, précisant que ses « vêtements sont achetés par des gens et portés au quotidien, de sorte qu'ils ne peuvent être considérés comme des œuvres d'art. ». Yohji Yamamoto utilise le vestiaire masculin, le détourne, pour l'adapter aux femmes : « je me suis toujours demandé qui avait décidé que les vêtements des hommes et des femmes devaient être différents. Les hommes probablement » dit-il. Il mélange les inspirations esthétiques de l'Occident et de l'Orient sans jamais oublier de créer des « vêtements pratiques, faciles à porter et élégants ».
Parfois influencé par la mode de Gabrielle Chanel, il lui rend une forme d'hommage dans sa collection printemps-été 1998.
Il reçoit en 1999 le prix international du Conseil des créateurs de mode américains.
Précurseur, il contacte Adidas en 2001 afin de se faire prêter des chaussures pour la présentation de sa collection. La marque accepte et fourni des modèles prototypes. Ce partenariat ouvre la porte : c'est la première collaboration notable entre une marque de sport et un créateur de mode, prélude à l'expansion du sportswear et au mélange entre les stylistes et les équipementiers. Le défilé remporte tellement de succès que la marque décide de fabriquer et vendre les chaussures. La commercialisation étant elle aussi un succès, Adidas et Yohji Yamamoto fondent peu après la marque Y3.
Entre-temps, il présente à Paris en 2002 sa première collection de haute couture.
Il a été le compagnon de Rei Kawakubo, créatrice et dirigeante de la marque Comme des Garçons, qu'il a rencontrée lorsqu'ils étaient étudiants à l'université Keiō. Limi Feu, la fille de Yamamoto, présente sa première collection à Paris durant le printemps 2008. Elle reste très proche des concepts de son père pour l'usage du noir ainsi que des formes.
Sa marque croule sous 65 millions de dollars de dettes et est en banqueroute en 2009. Il se met un temps en recul du domaine de la mode. L'entreprise est redressée rapidement par des investisseurs. En 2010, il montre une collection basée sur le vêtement unisexe.
En 2011, le Victoria and Albert Museum organise une rétrospective de sa carrière.

## Expositions
2005. Correspondances, Palazzo Pitti, Florence
2005. Juste des vêtements, musée de la Mode et du Textile, Paris
2011. Yohji Yamamoto, Victoria and Albert Museum, Londres

## Dans la culture populaire
Yohji Yamamoto est cité dans une réplique du film La Classe américaine : « Rien de tel que d'aller chez Azzedine Alaïa, ou même de s'acheter des sous-pulls chez Yohji Yamamoto ! »

## Décoration
- Commandeur de l'ordre des Arts et des Lettres. Décoration remise le 3 octobre 2011 à Paris par Frédéric Mitterrand, ministre de la Culture[13].

## Filmographie
- Dolls de Takeshi Kitano
- Aniki, mon frère de Takeshi Kitano[14]
- Carnets de notes sur vêtements et ville de Wim Wenders